# Thách thức danh hài
Thách thức danh hài (tiếng Anh: Crack Them Up Vietnam) là một trò chơi truyền hình do Đài Truyền hình Thành phố Hồ Chí Minh và Công ty Truyền thông và Giải trí Điền Quân hợp tác sản xuất, được phát sóng vào tối thứ tư hàng tuần trên kênh HTV7 từ ngày 15 tháng 4 năm 2015 đến ngày 15 tháng 1 năm 2020. Chương trình này là phiên bản Việt Nam của chương trình truyền hình Crack them up của Ukraina. Đây là một chương trình tương tác giữa thí sinh và ban giám khảo, trong đó mỗi thí sinh sẽ có một phút để chọc cười hai vị giám khảo của chương trình và giành giải thưởng là tiền mặt tương ứng với mỗi vòng thi.

## Luật chơi
Các thí sinh tham gia chương trình có 60 giây để trình diễn phần thi của mình và cố gắng làm cho một trong hai giám khảo (hoặc cả hai giám khảo) bật cười. Nếu thành công, họ sẽ được nhận tiền thưởng tương ứng với mỗi vòng thi:
- Vòng 1: 2.000.000 đồng
- Vòng 2: 10.000.000 đồng
- Vòng 3: 20.000.000 đồng
- Vòng 4: 40.000.000 đồng
- Vòng 5: 100.000.000 đồng

Thí sinh được quyền dừng cuộc chơi bất cứ lúc nào. Tuy nhiên, họ sẽ ra về tay trắng nếu thất bại trong việc chọc cười các giám khảo ở bất cứ vòng nào. 
Kể từ mùa 2, có thêm một vòng Gala dành cho các thí sinh nổi bật của mùa (những thí sinh đạt được tiền thưởng ở vòng 4 hoặc vòng 5 sẽ được tham gia vòng này). Họ sẽ phải trình diễn liên tục các phần thi của mình mà không được dừng lại. Chỉ có một giải thưởng duy nhất 150.000.000 đồng cho thí sinh chọc cười thành công các giám khảo của chương trình trong cả năm vòng thi.

### "Bộ ba chiếc nút quyền lực"
Trên bàn làm việc của MC ở vị trí cao nhất trên sân khấu có ba nút bấm sau đây, được gọi là "bộ ba chiếc nút quyền lực". Các nút bấm sẽ được sử dụng xuyên suốt quá trình diễn ra cuộc thi.

## Người chiến thắng
| Mùa | Tập | Ngày phát sóng       | Thí sinh                                                                   | Giải thưởng (VNĐ) | Ghi chú |
| --- | --- | -------------------- | -------------------------------------------------------------------------- | ----------------- | --- |
| 1   | 7   | 27/5/2015            | Hồ Thúy An                                                                 | 100.000.000       | Thí sinh đầu tiên giành chiến thắng và được 2 giám khảo tặng thêm 30 triệu đồng. |
| 2   | 7   | 13/12/2015           | Lê Thị Dần                                                                 | 100.000.000       | |
| 2   | 14  | 31/1/2016            | Công Huy & Chí Kiệt                                                        | 150.000.000       | Nhóm thí sinh đầu tiên chiến thắng tại đêm Gala. |
| 3   | 5   | 30/11/2016           | Phan Thị Hiên                                                              | 100.000.000       | |
| 3   | 11  | 18/1/2017            | Lê Tấn Lợi                                                                 | 100.000.000       | Thí sinh đã gây tranh cãi bởi những màn trình diễn được một số khán giả xem là "nhảm nhí" của mình. |
| 3   | 12  | 25/1/2017 (tiếp tục) | Lê Tấn Lợi                                                                 | 100.000.000       | Thí sinh đã gây tranh cãi bởi những màn trình diễn được một số khán giả xem là "nhảm nhí" của mình. |
| 3   | 17  | 22/2/2017            | Lê Tấn Lợi                                                                 | 150.000.000       | Thí sinh đã gây tranh cãi bởi những màn trình diễn được một số khán giả xem là "nhảm nhí" của mình. |
| 4   | 3   | 6/12/2017            | Huỳnh Thị Kim Dung                                                         | 100.000.000       | Thí sinh lớn tuổi nhất từng giành chiến thắng, tuy nhiên đã qua đời sau khi xuất hiện tại đêm Gala. |
| 4   | 9   | 17/1/2018            | Kim Hoàng                                                                  | 100.000.000       | Thí sinh đã gây tranh cãi bởi giành chiến thắng bằng cách hát một bài hát liên tục. |
| 4   | 15  | 28/2/2018            | Kim Hoàng                                                                  | 150.000.000       | Thí sinh đã gây tranh cãi bởi giành chiến thắng bằng cách hát một bài hát liên tục. |
| 5   | 1   | 17/10/2018           | Thanh Chương & Hoàng Duy                                                   | 100.000.000       | |
| 5   | 8   | 5/12/2018            | Nhóm Bồng Lai (Pháp Tâm, Minh Tâm, Ngọc Tâm, Trí Tâm, Nghi Tâm)            | 100.000.000       | Nhóm thí sinh đã gây ấn tượng sâu đậm với khán giả bởi sự hồn nhiên và hài hước của mình. Được 2 giám khảo trao tặng thêm 50 triệu đồng. Đây cũng là nhóm thí sinh đã xác lập kỷ lục thi nhiều vòng nhất: 10 vòng tại đêm gala. |
| 5   | 13  | 9/1/2019             | Nhóm Bồng Lai (Pháp Tâm, Minh Tâm, Ngọc Tâm, Trí Tâm, Nghi Tâm)            | 150.000.000       | Nhóm thí sinh đã gây ấn tượng sâu đậm với khán giả bởi sự hồn nhiên và hài hước của mình. Được 2 giám khảo trao tặng thêm 50 triệu đồng. Đây cũng là nhóm thí sinh đã xác lập kỷ lục thi nhiều vòng nhất: 10 vòng tại đêm gala. |
| 5   | 14  | 16/1/2019 (tiếp tục) | Nhóm Bồng Lai (Pháp Tâm, Minh Tâm, Ngọc Tâm, Trí Tâm, Nghi Tâm)            | 150.000.000       | Nhóm thí sinh đã gây ấn tượng sâu đậm với khán giả bởi sự hồn nhiên và hài hước của mình. Được 2 giám khảo trao tặng thêm 50 triệu đồng. Đây cũng là nhóm thí sinh đã xác lập kỷ lục thi nhiều vòng nhất: 10 vòng tại đêm gala. |
| 6   | 7   | 20/11/2019           | Phạm Ngân Thảo                                                             | 100.000.000       | Với sự chân thật và duyên dáng, cô nàng mang biệt danh "thánh sún" đã "dập" hết cả ban tổ chức, đặc biệt là MC Ngô Kiến Huy. |
| 6   | 14  | 8/1/2020             | Phạm Ngân Thảo                                                             | 150.000.000       | Với sự chân thật và duyên dáng, cô nàng mang biệt danh "thánh sún" đã "dập" hết cả ban tổ chức, đặc biệt là MC Ngô Kiến Huy. |
| 6   | 15  | 15/1/2020            | Nhóm Bồng Lai (Pháp Tâm, Minh Tâm, Ngọc Tâm, Trí Tâm, Nghi Tâm) (Quay lại) | 150.000.000       | Nhóm đã biểu diễn với số vòng kỷ lục: khoảng 21 vòng. Ban giám khảo đã cười (ước tính) là 28 lần. |

## Các mùa phát sóng
| Mùa | Ngày bắt đầu         | Ngày kết thúc       | Dẫn chương trình | Giám khảo  | Giám khảo  | Giám khảo    | Giám khảo | Giám khảo |
| Mùa | Ngày bắt đầu         | Ngày kết thúc       | Dẫn chương trình | Việt Hương | Trấn Thành | Trường Giang | Minh Nhí  | Hoài Linh |
| --- | -------------------- | ------------------- | ---------------- | ---------- | ---------- | ------------ | --------- | --------- |
| 1   | 15 tháng 4 năm 2015  | 8 tháng 7 năm 2015  | Đại Nghĩa        | X          | X          |              |           |           |
| 2   | 1 tháng 11 năm 2015  | 14 tháng 2 năm 2016 | Ngô Kiến Huy     | X          | X          |              |           |           |
| 3   | 2 tháng 11 năm 2016  | 1 tháng 3 năm 2017  | Ngô Kiến Huy     |            | X          | X            |           |           |
| 4   | 22 tháng 11 năm 2017 | 28 tháng 2 năm 2018 | Tiến Luật        |            | X          | X            |           |           |
| 5   | 17 tháng 10 năm 2018 | 23 tháng 1 năm 2019 | Ngô Kiến Huy     |            | X          | X            |           |           |
| 6   | 9 tháng 10 năm 2019  | 15 tháng 1 năm 2020 | Ngô Kiến Huy     |            | X          | X            |           |           |